# Hörsellinjen
Hörsellinjen är en rådgivningstjänst som drivs av Hörselskadades Riksförbund (HRF), dit allmänheten kan vända sig med frågor som på något sätt rör hörsel och hörselskadade. Verksamheten består av två delar: dels en faktabank på webben, dels personlig vägledning av hörselrådgivare. 
Hörsellinjen kontaktas av ungefär 3 000 personer per år. De flesta är hörselskadade eller anhöriga, men Hörsellinjen är även en viktig kunskapskälla för kommuner, arbetsgivare, skyddsombud, skolpersonal, organisationer, myndigheter med flera.

## Faktabank på webben
På webbplatsen Hörsellinjen.se finns en mängd sökbara artiklar med fakta om hörselskador, hörselvård, hjälpmedel, skola, tillgänglighet med mera. Artiklarna innehåller fakta, råd och praktiska länkar. På Hörsellinjen.se finns även avdelningen ”Hitta hörselvård”, med fakta om och kontaktuppgifter till hörselvården i hela landet, län för län.

## Personlig vägledning
Hörsellinjens rådgivare ger personlig vägledning och svarar på frågor via e-post och telefon. Rådgivarna kontaktas på telefon 0771-888 000, vardagar kl. 9.00-15.00 eller via ett formulär på hörsellinjen.se. Tjänsten är kostnadsfri. Vid telefonsamtal gäller vanlig samtalstaxa.
Hörselrådgivarna har egen erfarenhet av vad det innebär att leva med en hörselskada. De följer utvecklingen inom hörselområdet, för att kunna ge aktuell information om de olika resurser och möjligheter som finns för hörselskadade. Hörselrådgivarna har tystnadsplikt och den som kontaktar Hörsellinjen kan välja att vara anonym.

## Organisation
Hörsellinjen är en del av Hörselskadades Riksförbunds kommunikationsavdelning. Hörselrådgivarna har ett nära samarbete med HRF:s sakkunniga ombudsmän. Hörsellinjens dagliga kontakter med hörselskadade innebär att Hörselskadades Riksförbund får aktuell information om hörselskadades villkor runt om i landet, vilket bidrar till förbundets arbete för att värna och stärka hörselskadades möjligheter och rättigheter.

## Historia
Hörselskadades Riksförbund (HRF) startade Hörsellinjen 2004, med stöd av medel ur Allmänna Arvsfonden. Sedan 2008 finansieras verksamheten med hjälp av gåvor från allmänheten, via HRF:s insamlingsverksamhet.